# Кубаево (Лесковский сельсовет, Вологодский район)
Кубаево — деревня в Вологодском районе Вологодской области.
Входит в состав Лесковского сельского поселения, с точки зрения административно-территориального деления — в Лесковский сельсовет.
Расстояние по автодороге до районного центра Вологды — 20 км, до центра муниципального образования Лесково — 5 км. Ближайшие населённые пункты — Ермаково, Спирино, Скорбежево, Прокунино, Макарово, Шоломово, Новое.
По данным переписи в 2002 году постоянного населения не было.